# Monty Woolley
Edgar Montilion „Monty” Woolley (ur. 17 sierpnia 1888 w Nowym Jorku, zm. 6 maja 1963 w Albany) – amerykański aktor teatralny, filmowy, telewizyjny i radiowy. Został dwukrotnie nominowany do Oscara za The Pied Piper w 1943 i  Od kiedy cię nie ma w 1945. Został uhonorowany gwiazdą z jego nazwiskiem w Hollywood Walk of Fame.

## Wybrana filmografia
- 1936: Zakochane kobiety jako Człowiek w koźle (niewymieniony w czołówce)
- 1938: Everybody Sing jako John "Jack" Fleming
- 1938: Trzej towarzysze jako Dr. Jaffe
- 1939: Dancing Co-Ed jako profesor Lange
- 1942: Człowiek, który przyszedł na obiad jako Sheridan Whiteside
- 1942: The Pied Piper jako John Sidney Howard
- 1944: Od kiedy cię nie ma jako Pułkownik William G. Smollett
- 1947: Żona biskupa jako profesor Wutheridge
- 1955: Kismet jako Omar